# Day of Infamy
Day of Infamy (укр. День безчестя) —  це багатокористувацька онлайнова гра у жанрі шутер. Узявши свій початок як модифікація для гри Insurgency, Day of Infamy поступово розвинулася у самостійну гру. Гра розроблена на рушії Source, компанією New World Interactive у 2016 році.

## Ігровий процес
Day of Infamy запропонує гравцям взяти участь в інтенсивних сутичках піхотних військ Другої Світової, на укріплених берегах і зруйнованих вулицях міст. Гра поєднує в собі ґеймплей зосереджений на піхотних групах, приправлений стратегічними рішеннями, а також різноманітними вміннями підтримки військ — командирами і артилерійськими ударами, що наносяться за допомогою радистів. Залежно від групи до якої належить гравець і очок постачання, він зможе покращувати свою екіпіровку, яка впливає на зовнішній вигляд і характеристики в бою: витривалість, кількість життів і вага спорядження.

### Ігрові особливості
- Рольова система керування загоном. Система керування загоном спирається на рольові класи гравців, залежно від того, у якій команді ви перебуваєте. Також, маючи певну кількість жетонів, ви можете змінювати й удосконалювати спорядження, що у свою чергу впливає на вашу зовнішність, вагу, витривалість та швидкість пересування.
- Стратегічне керівництво й артилерійні удари. Під час бою офіцери мають змогу керувати своїм загоном. Окрім розмаїття наказів, присутня можливість обстрілу ворога артилерійним вогнем за умови, що поблизу перебуває радист.
- Локальне спілкування та радіозв'язок. Для спілкування з побратимами використовується локальний VOIP-зв'язок, але майте на увазі: якщо ви занадто близько підійдете до ворога — він вас почує. На додачу, радисти відіграють роль «зв'язкових маяків», надаючи гравцям можливість слухати перемовини між іншими радистами та штабом.
- Туга за минулим. Ми прагнули відтворити суворий ігровий процес іншої забавки про Другу світову, — Day of Defeat, — що побачила світ у 2001 році як модифікація для Half-Life. Саме ностальгійна атмосфера цієї класичної гри слугує основою для Day of Infamy і вдало доповнюється сучасною інтуїтивною та напруженою механікою боїв.
- Три фракції. Піхотні сили Британської співдружності спільно з військом США протистоять німецькому Вермахту. Складова ігрового процесу для союзних фракцій дозволяє британцям та американцям воювати пліч-о-пліч.
- Двадцять типів зброї, а також різноманітне обладнання. Широкий арсенал, що складається з гвинтівок, пістолетів, револьверів, автоматів, кулеметів, гранат та вогнеметів. Ви можете споряджати зброю багнетами, збільшувати місткість магазинів або заміняти механічні приціли відповідно до історичного часового проміжку.